# René Jayet
René Paul Jayet, né le 20 mai 1906 à Paris 4e et mort le 31 octobre 1952 à Paris 7e, est un réalisateur et un producteur français.

## Biographie
René Jayet, réalisateur, a commencé sa carrière en 1928 avec son film Une femme a passé, interprété entre autres par Camille Bardou. On lui doit notamment Des quintuplés au pensionnat, Moumou, Les Aventuriers de l'air, Une nuit de noces, ou encore Le Cabaret du grand large. 

## Filmographie

### Réalisateur
- 1928 : Casaque damier, toque blanche / Cent mille francs dans les pas d'un cheval
- 1928 : Une femme a passé
- 1931 : L'Affaire de la clinique Ossola, d'après un scénario de Jean-Charles Reynaud et Jean-Bernard Derosne[3]
- 1932 : Champion de mon amour, court-métrage d'après un scénario de Jacques Mortane
- 1934 : Piano à vendre, court-métrage d'après un scénario de Max Eddy et Made Janvier
- 1934 : Malabars, court-métrage d'après un scénario de Noël Renard
- 1935 : Le Champion de ces dames, film d'après un scénario de Noël Renard et André Heuzé
- 1935 : Couturier de mon cœur / C't'amour de couturier / Le Roi de la couture, film d'après un scénario de Raymond de Cesse
- 1937 : Passeurs d'hommes, film d'après un scénario de Jean-Louis Bouquet
- 1939 : Deuxième Bureau contre Kommandantur, film d'après un scénario de Jacques Chabannes
- 1941 : Ici l'on pêche, film d'après un scénario de Marc Blanquet
- 1942 : Retour au bonheur / La Voix du bonheur / Ombres noires / L'Enfant dans la tourmente
- 1943 : Vingt-cinq Ans de bonheur, d'après un scénario de Jean-Paul Le Chanois
- 1946 : Le Cabaret du grand large, film d'après un scénario de Jacques Chabannes
- 1946 : L'Homme de la nuit, d'après un scénario de Jacques Chabannes et Georges Jaffé
- 1946 : Le Testament, court-métrage d'après un scénario de Georges Jaffé
- 1946 : Cinq à sept, court-métrage
- 1947 : Mandrin, film historique en 2 parties : 1re époque, Le libérateur ; 2e époque, La tragédie d'un siècle
- 1948 : Bichon, film d'après un scénario de Jean de Létraz
- 1949 : Ma tante d'Honfleur, film d'après un scénarion de Robert Bibal
- 1949 : Le Dernier Quart d'heure, court-métrage d'après un scénario de Georges Jaffé
- 1950 : Une nuit de noces / Nuit de noces, film d'après un scénario de Robert Bibal
- 1950 : Les Aventuriers de l'air, film d'après un scénario de Robert Bibal
- 1951 : Le Chéri de sa concierge / Chéri de sa concierge, film d'après un scénario de Robert Bibal
- 1951 : Moumou, film d'après un scénario de Jean de Létraz
- 1952 : Des quintuplés au pensionnat / Aux innocents les mains pleines, film d'après un scénario de Raymond Caillava

### Producteur
- 1949 : Le Dernier Quart d'heure, court-métrage de René Jayet d'après un scénario de Georges Jaffé
- 1950 : Les Aventuriers de l'air, film de René Jayet d'après un scénario de Robert Bibal
- 1951 : Moumou, film de René Jayet d'après un scénario de Jean de Létraz